# Lesonis
Lesonis (griechisch: λεσῶνις, ägyptisch: mr-šn) war der Titel eines altägyptischen Verwaltungsbeamten, der mit der Leitung der wirtschaftlichen und möglicherweise auch kultischen Belange des Tempels vertraut war.
Der Titel ist seit der 21./22. Dynastie belegt. Der Amtsträger, der kein initiierter Priester war, wurde wohl alljährlich gewählt und musste von der Regierung bestätigt werden. Wiederwahlen waren dabei nicht ausgeschlossen: Petosiris, dessen bekanntes Grab sich in Tuna el-Gebel befindet, war beispielsweise sieben Jahre lang Lesonis des Gottes Thot von Hermopolis Magna. Für den Eintritt in das Amt musste eine Gebühr an die Staatskasse bezahlt werden.
Die Wahl eines Lesonis für den Tempel des Gottes Chnum von Elephantine unter Dareios I. (522–486 v. Chr.) ist Gegenstand der sogenannten Pherendates-Korrespondenz.